# Rhorus angulatus
Rhorus angulatus är en stekelart som först beskrevs av Thomson 1888.  Rhorus angulatus ingår i släktet Rhorus och familjen brokparasitsteklar. Arten är reproducerande i Sverige. Inga underarter finns listade i Catalogue of Life.